# Kusumkhola
Kusumkhola (nep. कुसुमखोला) – gaun wikas samiti w zachodniej części Nepalu w strefie Lumbini w dystrykcie Palpa. Według nepalskiego spisu powszechnego z 2001 roku liczył on 401 gospodarstw domowych i 1953 mieszkańców (1071 kobiet i 882 mężczyzn).